# Campbell Township (comté de Polk, Missouri)
Campbell Township est un ancien township, situé dans le comté de Polk, dans le Missouri, aux États-Unis,.
Le township est fondé en 1885 et baptisé en référence à Glaves Campbell, un vétéran de guerre local.

### Source de la traduction
- (en) Cet article est partiellement ou en totalité issu de l’article de Wikipédia en anglais intitulé « Campbell Township, Polk County, Missouri » (voir la liste des auteurs).